# Tityus championi
Espèce
Tityus championi est une espèce de scorpions de la famille des Buthidae.

## Distribution
Cette espèce se rencontre au Costa Rica dans la province de Puntarenas et au Panama dans la province  de Chiriquí sur le versant Sud de la cordillère de Talamanca,.

## Description
Le mâle subadulte holotype mesure 62 mm.
Les mâles mesurent de 77 à 88 mm et les femelles 64 à 65 mm.

## Systématique et taxinomie
Cette espèce a été décrite par Pocock en 1898. Elle est considérée comme une sous-espèce de Tityus cambridgei par Pocock en 1902puis de Tityus asthenes par Mello-Leitão en 1931. Elle est élevée au rang d'espèce par Lourenço et Méndez en 1984. Elle est placée en synonymie avec Tityus asthenes par Lourenço en 1988. Elle est relevée de synonymie par Teruel en 2011.

## Étymologie
Cette espèce est nommée en l'honneur de George Charles Champion.

## Publication originale
- Pocock, 1898 : « Descriptions of some new scorpions from Central and South America. » Annals and Magazine of Natural History, sér. 7, vol. 1, p. 384-394 (texte intégral).